# Kuumi
Kuumi è un villaggio del comune di Kihelkonna, nella contea di Saaremaa, in Estonia.